# إريك شاف
إريك شاف (بالألمانية: Eric Schaaf)‏ هو لاعب كرة قدم ألماني في مركز الوسط، ولد في 29 مايو 1990 في بنسهايم في ألمانيا. لعب مع فورتونا كولن.

## وصلات خارجية
- إريك شاف على موقع قاعدة بيانات كرة القدم.إي يو (الإنجليزية)
- إريك شاف على موقع Soccerway.com (الإنجليزية)
- إريك شاف على موقع عالم كرة القدم.نت (الإنجليزية)